# Alison Winter
Alison Winter (* 19. November 1965 in Connecticut; † 22. Juni 2016 in Chicago) war eine US-amerikanische Wissenschaftshistorikerin.
Winter wurde 1993 an der University of Cambridge promoviert.
In ihrer Forschung befasste sie sich mit Medizingeschichte, mit der Britischen Moderne und dem Viktorianischen Zeitalter sowie mit der Beziehung zwischen Human- und Rechtswissenschaft.
Ihre bekanntesten Schriften sind Mesmerized: powers of mind in Victorian Britain von 1998 und Memory: fragments of a modern history von 2011.
Winter starb im Juni 2016 im Alter von 50 Jahren im Rush University Medical Center in Chicago an den Folgen eines Hirntumors.